# 2721 Vszehszvjatszkij
A 2721 Vszehszvjatszkij (ideiglenes jelöléssel 1973 SP2) egy kisbolygó a Naprendszerben. Nyikolaj Sztyepanovics Csernih fedezte fel 1973. szeptember 22-én.